# Otto Becker (Reiter)

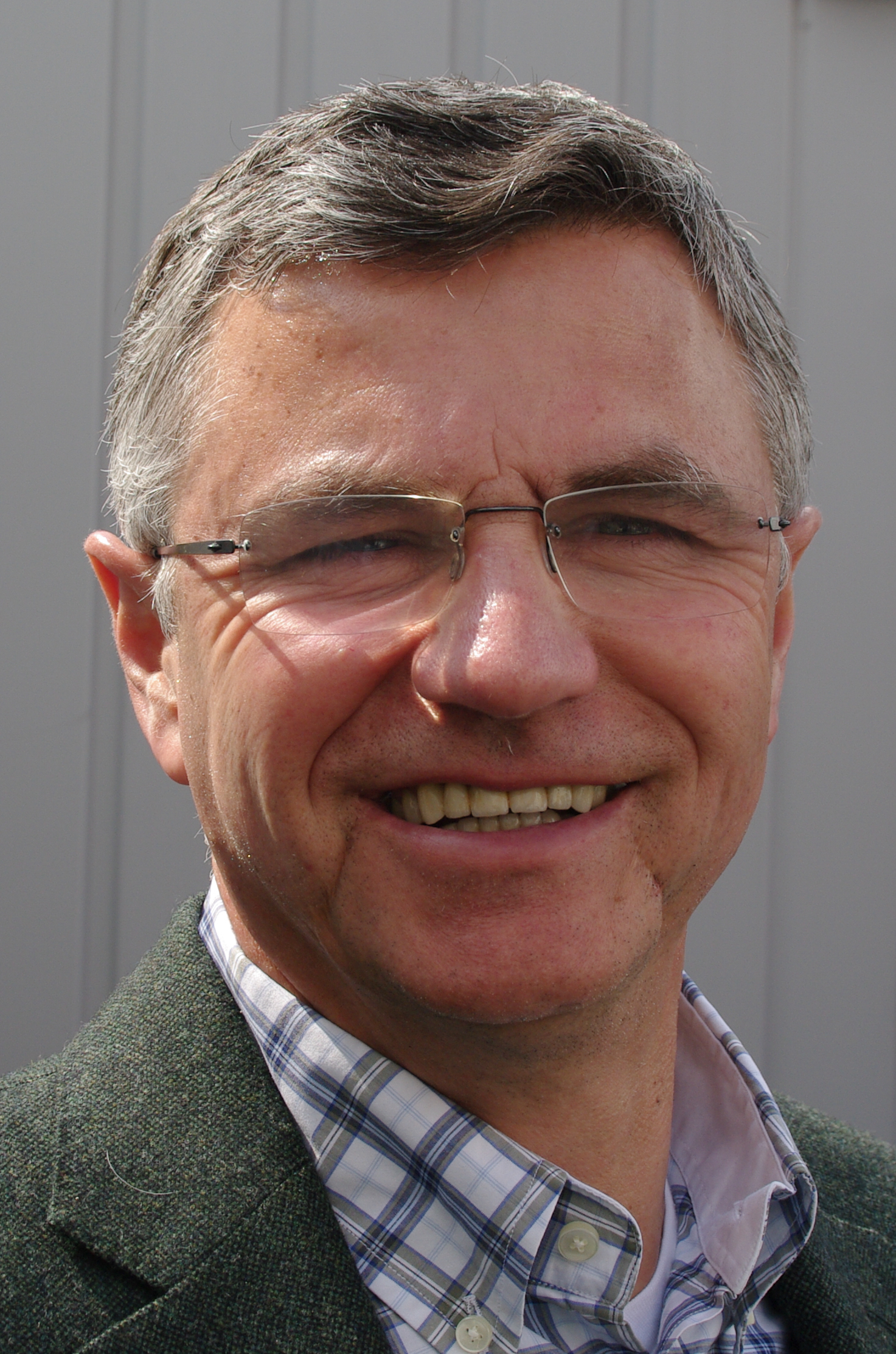
Otto Becker, 2014

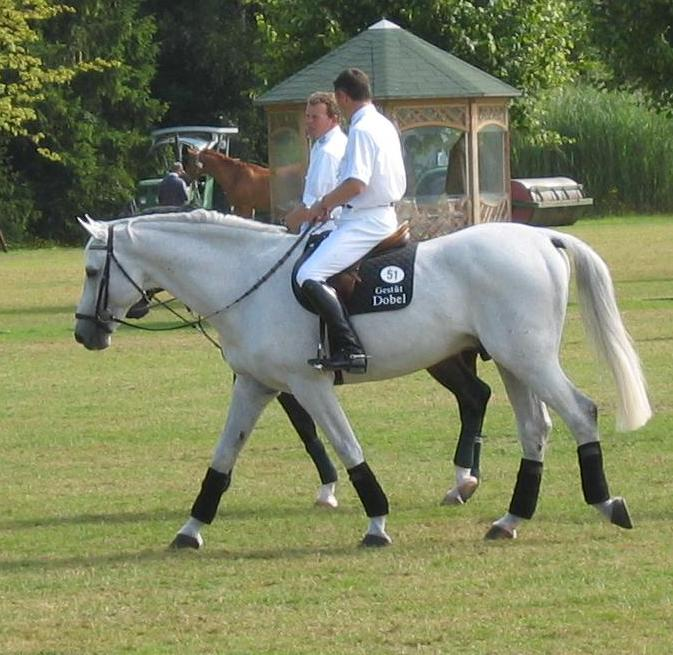
Otto Becker auf Dobel's Cento auf dem Abreiteplatz des CHIO Aachen 2004.
Im Hintergrund: Lars Nieberg

Otto Becker (* 3. Dezember 1958 in Großostheim) ist Cheftrainer der deutschen Springreiter.
Becker erlernte den Beruf des Winzers und war im Weinbetrieb seiner Eltern tätig. Im Juni 1989 trat er im Stall von Paul Schockemöhle eine Stelle als Bereiter an. Becker war jahrelang einer der zuverlässigsten deutschen Springreiter. Nachdem er bereits in jungen Jahren viele Siege in Springprüfungen der schweren Klasse errungen hatte, gehörte er Anfang der 1980er Jahre der Sportfördergruppe an der Sportschule der Bundeswehr in Warendorf an. Hier trainierte er beim später als Reitmeister ausgezeichneten Lutz Merkel.
Bei den Olympischen Spielen 2000 in Sydney gewann er mit der Mannschaft die Goldmedaille, bei den Spielen 2004 in Athen die Bronzemedaille im Mannschaftsspringreiten. Sein größter Einzelerfolg war der Gewinn des Weltcup-Finales in Leipzig 2002. Mit der Mannschaft konnte er außerdem die Silbermedaille bei den Weltreiterspielen 1990 in Stockholm gewinnen. Sein Mannschaftsolympiasieger, der Holsteiner Schimmelhengst Cento (* 1989; † 2018), trug mit dazu bei. Seit 2009 ist er Bundestrainer der deutschen Springreiter.

## Privates
Becker war von 1993 bis 1998 mit Dressur-Olympiasiegerin Nicole Uphoff verheiratet. Seit dem Jahr 2000 ist er mit Julia Becker, der Enkeltochter des Verlegers Jakob Funke verheiratet. Becker lebt mit seiner Frau und drei Kindern in Albersloh bei Münster.

## Größte Erfolge
Olympische Spiele
- Goldmedaille Mannschaft: 2000
- Bronzemedaille Mannschaft: 2004
- 4. Platz Einzelwertung: 2000
- 11. Platz Mannschaft: 1992
- 19. Platz Einzelwertung: 2004

Weltmeisterschaften
- 4. Platz Mannschaft: 2002
- Silbermedaille Mannschaft: 1990
- 5. Platz Einzelwertung: 1990

Europameisterschaften
- Goldmedaille Mannschaft: 2003
- 3. Platz Mannschaft: 2001
- 5. Platz Mannschaft: 1989
- 10. Platz Mannschaft: 2001
- 9. Platz Einzelwertung: 2003

Deutsche Meisterschaften
- Goldmedaille: 1990, 1994
- Silbermedaille: 1998, 2001, 2003
- Bronzemedaille: 1995, 2002
- 4. Platz: 1992
- 5. Platz: 1989
- 6. Platz: 2000
- 7. Platz: 1991
- 8. Platz: 1993, 2005

Weitere
- 1. Platz im Großen Preis von Aachen 2000